# Aéroport de Puerto Lempira
L'aéroport de Puerto Lempira (code IATA : PEU • code OACI : MHPL) est un aéroport régional situé à proximité de la ville de Puerto Lempira, à l'Est du Honduras.

## Situation
'
| \|class=noviewer\|link=]][[Útila]] \|class=noviewer\|link=]][[Guanaja]] \|class=noviewer\|link=]][[Golosón]] \|class=noviewer\|link=]][[Puerto Lempira]] \|class=noviewer\|link=]][[Roatán]] \|class=noviewer\|link=]][[San Pedro Sula]] \|class=noviewer\|link=]][[Tegucigalpa-Toncontín]] \|class=noviewer\|link=]][[Comayagua]] |

Carte statique des aéroports du Honduras.Carte dynamique des aéroports du Honduras.

## Compagnies aériennes et destinations
| Compagnies             | Destinations          |
| ---------------------- | --------------------- |
| AeroCaribe de Honduras | La Ceiba-Golosón      |
| CM Airlines            | Tegucigalpa-Toncontín |
| Lanhsa                 | La Ceiba-Golosón      |

Édité le 15/06/2020